# Kabinett Modi II

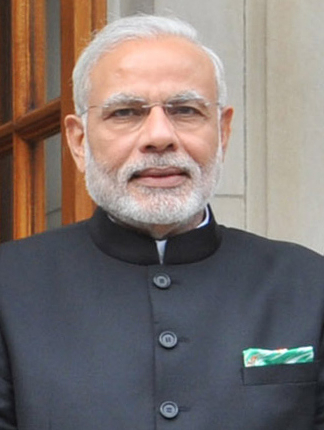
Narendra Modi (2015)

Die Zusammensetzung des nach der Parlamentswahl in Indien 2019 gebildeten Zweiten Kabinetts von Premierminister Narendra Modi wurde am 31. Mai 2019 bekanntgegeben.
Einige der Minister aus dem vorangegangenen Kabinett Modi I blieben weiter im Amt, allerdings häufig mit neuem Portfolio. Daneben gab es viele neue Gesichter. Wichtige Änderungen waren z. B. die Ernennung von Amit Shah zum Innenminister, und des Diplomaten Subrahmanyam Jaishankar zum Außenminister. Am 9. Juni 2024 wurde es vom Kabinett Modi III abgelöst.
Bei Erstvorstellung umfasste das Kabinett neben dem Premierminister 24 Kabinettsminister, 9 Staatsminister (Staatssekretäre) mit einigem Zuständigkeitsbereich und 24 Staatsminister. Neben der Bharatiya Janata Party waren noch vier weitere Parteien im Kabinett personell vertreten: Shiv Sena, Shiromani Akali Dal, Lok Janshakti Party und die Republican Party of India (Athwale).

## Kabinettsminister
| Amt | Name                     | Bundesstaat    | Partei | Partei |
| --- | ------------------------ | -------------- | ------ | ------ |
| Premierminister (Prime Minister) beim Premierminister angesiedelt: • Personalangelegenheiten (Personnel) • Öffentliche Beschwerden und Pensionen 0(Public Grievances and Pensions) • Abteilung für Raumfahrt und Atomenergie 0(Department of Space & Department of Atomic Energy) | Narendra Modi            | Gujarat        |        | BJP    |
| Verteidigung (Defence) | Rajnath Singh            | Uttar Pradesh  |        | BJP    |
| Inneres (Home Affairs) | Amit Shah                | Gujarat        |        | BJP    |
| • Land- und Wasserstraßenverkehr 0(Road Transport and Highways) • Kleine und Mittlere Unternehmen 0(Micro, Small and Medium Enterprises) | Nitin Gadkari            | Maharashtra    |        | BJP    |
| Eisenbahn (Railways) | D. V. Sadananda Gowda    | Karnataka      |        | BJP    |
| • Finanzen (Finance) • Unternehmensangelegenheiten (Corporate Affairs) | Nirmala Sitharaman       | Tamil Nadu     |        | BJP    |
| Konsumentenangelegenheiten, Ernährung und Versorgung der Bevölkerung (Consumer Affairs, Food and Public Distribution) | Ram Vilas Paswan         | Bihar          |        | LJP    |
| Landwirtschaft und ländliche Entwicklung, Panchayati Raj (Agriculture and Farmers Welfare, Rural Development, Panchayati Raj) | Narendra Singh Tomar     | Madhya Pradesh |        | BJP    |
| Justiz, Kommunikation, Elektronik und Informationstechnologie (Law and Justice, Communications, Electronics and Information Technology) | Ravi Shankar Prasad      | Bihar          |        | BJP    |
| Lebensmittelverarbeitung (Food processing) | Harsimrat Kaur Badal     | Punjab         |        | SAD    |
| Soziale Gerechtigkeit und Entwicklung (Social Justice and Empowerment) | Thawar Chand Gehlot      | Madhya Pradesh |        | BJP    |
| Außenministerium (Foreign Affairs) | Subrahmanyam Jaishankar  | Neu-Delhi      |        | BJP    |
| Entwicklung von Humanressourcen (Human Resource Development) | Ramesh Pokhriyal         | Uttarakhand    |        | BJP    |
| Stammesangelegenheiten (Tribal Affairs) | Arjun Munda              | Jharkhand      |        | BJP    |
| Frauen- und Kinderförderung, Textilministerium (Women and Child Development, Textiles) | Smriti Irani             | Maharashtra    |        | BJP    |
| Gesundheit und Familienwohlfahrt, Wissenschaft und technologie, Geowissenschaften (Health and Family Welfare, Science and Technology, Earth Sciences) | Harsh Vardhan            | Delhi          |        | BJP    |
| Umwelt, Forsten und Klimawandel, Information und Rundfunk (Environment, Forest and Climate Change, Information and Broadcasting) | Prakash Javadekar        | Madhya Pradesh |        | BJP    |
| Eisenbahn, Handel und Industrie (Railways, Commerce and Industry) | Piyush Goyal             | Maharashtra    |        | BJP    |
| Erdöl, Erdgas, Stahl (Petroleum and Natural Gas, Steel) | Dharmendra Pradhan       | Odisha         |        | BJP    |
| Minderheitenangelegenheiten (Minority Affairs) | Mukhtar Abbas Naqvi      | Uttar Pradesh  |        | BJP    |
| Parlamentsangelegenheiten, Kohle und Bergbau (Parliamentary Affairs, Coal, Mines) | Pralhad Joshi            | Karnataka      |        | BJP    |
| Ausbildung und Unternehmerschaft (Skill Development and Entrepreneurship) | Mahendra Nath Pandey     | Uttar Pradesh  |        | BJP    |
| Schwerindustrien und Staatsunternehmen (Heavy Industries and Public Enterprise) | Arvind Ganpat Sawant     | Maharashtra    |        | SHS    |
| Nutztierhaltung, Milchwirtschaft und Fischerei (Animal Husbandry, Dairying and Fisheries) | Giriraj Singh            | Bihar          |        | BJP    |
| Jal Shakti | Gajendra Singh Shekhawat | Rajasthan      |        | BJP    |

## Staatsminister mit eigenem Aufgabenbereich
Die Staatsminister mit eigenem Aufgabenbereich (Ministers of State with independent charge) entsprechen am ehesten Staatssekretären, haben jedoch einen eigenverantwortlichen Aufgabenbereich.
| Aufgabenbereich | Name                  | Bundesstaat       | Partei | Partei |
| --- | --------------------- | ----------------- | ------ | ------ |
| Arbeit und Beschäftigung (Labour and Employment) | Santosh Kumar Gangwar | Uttar Pradesh     |        | BJP    |
| Planung, Statistik und Programmdurchführung (Statistics and Programme Implementation, Planning) | Rao Inderjit Singh    | Haryana           |        | BJP    |
| Ayurveda, Yoga und Naturheilkunde, Unani, Siddha und Homöopathie, Verteidigung (Ayurveda, Yoga and Naturopathy, Unani, Siddha and Homoeopathy (AYUSH), Defence) | Shripad Yesso Naik    | Goa               |        | BJP    |
| Entwicklung der Nordostregion, Büro des Premierministers, Personalangelegenheiten, Öffentliche Beschwerden und Pensionen, Abteilung für Raumfahrt und Atomenergie (Development of North Eastern Region, Prime Minister's Office, Personnel, Public Grievances and Pensions, Department of Atomic Energy; Department of Space) | Jitendra Singh        | Rajasthan         |        | BJP    |
| Jugend und Sport, Minderheitenangelegenheiten (Youth Affairs and Sports, Minority Affairs) | Kiren Rijiju          | Arunachal Pradesh |        | BJP    |
| Kultur, Tourismus (Culture, Tourism) | Prahlad Singh Patel   | Madhya Pradesh    |        | BJP    |
| Energie, neue und erneuerbare Energien, Ausbildung und Unternehmertum (Power, New and Renewable Energy, Skill Development and Entrepreneurship) | Raj Kumar Singh       | Bihar             |        | BJP    |
| Wohnungen und städtische Angelegenheiten, Zivilluftfahrt, Handel und Industrie (Housing and Urban Affairs, Civil Aviation, Commerce and Industry) | Hardeep Singh Puri    | Punjab            |        | BJP    |
| Schifffahrt, Chemikalien und Düngemittel (Shipping, Chemicalien und Fertilizers) | Mansukh L. Mandaviya  | Gujarat           |        | BJP    |

## Staatsminister
Staatsminister sind einem Kabinettsminister zugeordnet und entsprechen vom Aufgabenbereich her Staatssekretären.
| Aufgabenbereich | Name                   | Bundesstaat      | Partei | Partei |
| --- | ---------------------- | ---------------- | ------ | ------ |
| Stahl (Steel) | Faggan Singh Kulaste   | Madhya Pradesh   |        | BJP    |
| Gesundheit und Familienwohlfahrt (Health and Family Welfare) | Ashwini Kumar Choubey  | Bihar            |        | BJP    |
| Parlamentsangelegenheiten, Schwerindustrie und Öffentliche Unternehmen (Parliamentary Affairs, Heavy Industries and Public Enterprises)                                     | Arjun Ram Meghwal      | Rajasthan        |        | BJP    |
| Straßentransport und Schnellstraßen (Road Transport and Highways) | V. K. Singh            | Uttar Pradesh    |        | BJP    |
| Social Justice and Empowerment (Soziale Gerechtigkeit und Entwicklung) | Krishan Pal Gurjar     | Bihar            |        | BJP    |
| Konsumentenangelegenheite, Nahrungsmittel und öffentliche Güterverteilung (Consumer Affairs, Food and Public Distribution)                                                  | Raosaheb Danve         | Maharashtra      |        | BJP    |
| Inneres (Home Affairs) | G. Kishan Reddy        | Telangana        |        | BJP    |
| Landwirtschaft und Wohlfahrt des Bauernstand (Agriculture and Farmers Welfare)                                                                                              | Parshottam Rupala      | Tamil Nadu       |        | BJP    |
| Soziale Gerechtigkeit und Entwicklung (Social Justice and Empowerment) | Ramdas Athawale        | Maharashtra      |        | RPI(A) |
| Ländliche Entwicklung (Rural Development) | Niranjan Jyoti         | Uttar Pradesh    |        | BJP    |
| Umwelt, Wald und Klimawandel (Environment, Forest and Climate Change) | Babul Supriyo          | Westbengalen     |        | BJP    |
| Nutztierhaltung, Milchwirtschaft und Fischerei (Animal Husbandry, Dairying and Fisheries)                                                                                   | Sanjeev Balyan         | Uttar Pradesh    |        | BJP    |
| Entwicklung von Humanressourcen, Kommunikation, Elektronik und informationstechnologie (Human Resource Development, Communications, Electronics and Information Technology) | Sanjay Shamrao Dhotre  | Maharashtra      |        | BJP    |
| Finanzen, Unternehmensangelegenheiten (Finance, Corporate Affairs. ) | Anurag Singh Thakur    | Himachal Pradesh |        | BJP    |
| Eisenbahn (Railways) | Suresh Angadi          | Karnataka        |        | BJP    |
| Inneres (Home Affairs) | Nityanand Rai          | Bihar            |        | BJP    |
| Jal Shakti, soziale Gerechtigkeit und Entwicklung (Jal Shakti, Social Justice and Empowerment)                                                                              | Rattan Lal Kataria     | Haryana          |        | BJP    |
| Äußeres, Parlamentsangelegenheiten (External Affairs, Parliamentary Affairs)                                                                                                | V. Muraleedharan       | Kerala           |        | BJP    |
| Stammesangelegenheiten (Tribal Affair) | Renuka Singh           | Chhattisgarh     |        | BJP    |
| Handel und Industrie (Commerce and Industry) | Som Parkash            | Punjab           |        | BJP    |
| Nahrungsmittelverarbeitung (Food Processing Industries) | Rameswar Teli          | Assam            |        | BJP    |
| Kleinst- und mittlere Unternehmen, Nutztierhaltung, Milchwirtschaft und Fischerei (Micro, Small and Medium Enterprises, Animal Husbandry, Dairying and Fisheries)           | Pratap Chandra Sarangi | Odisha           |        | BJP    |
| Landwirtschaft und Wohlfahrt des Bauernstand (Agriculture and Farmers Welfare)                                                                                              | Kailash Choudhary      | Rajasthan        |        | BJP    |
| Frauen und Kindentwicklung (Women and Child Development) | Debasree Chaudhuri     | Westbengalen     |        | BJP    |